# Fiskebäckskils landskommun
Fiskebäckskils landskommun var en tidigare kommun i dåvarande  Göteborgs och Bohus län.

## Administrativ historik
När 1862 års kommunalförordningar började gälla inrättades denna kommun i Orusts västra härad i Bohuslän.
Området utgjorde före dess en kyrkosocken Fiskebäckskils socken med egen sockenstämma men utan att vara egen jordebokssocken, vilken var Morlanda socken. Området kom senare att överföras till Skaftö socken.
29 januari 1886 inrättades i kommunen Fiskebäckskils municipalsamhälle.
Vid kommunreformen 1952 uppgick kommunen i Skaftö landskommun samtidigt som municipalsamhället upplöstes. Skaftö landskommun upplöstes 1971 då denna del uppgick i Lysekils kommun.
Ytan på landskommunen var 0,40 kvadratkilometer.